# Večernjakova ruža 2024.
Večernjakova ruža 2024. je 31. dodjela medijske nagrade Večernjakova ruža u Hrvatskoj, koja se dodjelila za medijski rad u prethodnoj, 2024. godini. Dodjela se održala 11. travnja 2025. u zagrebačkom Hrvatskom narodnom kazalištu, prikazala se na prvom programu Hrvatske radiotelevizije. Nagradu Večernjakova ruža dodjeljuju hrvatske dnevne novine Večernji list.

## Proces
Prijedlog nominacija započeo je početkom prosinca 2024. a prema javnom pozivu trajao je do kraja 2024. godine od strane svih TV i diskografskih kuća te radijskim postajama za nominiranje svojih djelatnika/emisija. Javni poziv objavljen je 6. prosinca 2024. godine, a odluka o nominiranima članovi žirija donose i objavljuju najkasnije do 15. veljače 2025. godine, dok su dobitnici bili proglašeni u travnju 2025. godine. Glasanje je trajalo od 3. veljače do 4. travnja 2025.

## Nagrade
Dodjeljuje se ukupno osam nagrada, od čega u svakoj kategoriji po jedna za ostvarenja u medijskom prostoru od siječnja do prosinca 2024. godine.
- TV osoba godine
- Radijska osoba godine
- Glumačko ostvarenje godine
- Glazbenik godine
- TV emisija godine
- Radijska emisija godine
- Novo lice godine
- Digitalna ruža godine.

## Nominirani i dobitnici
Večernjakove ruže ove godine dijelile su se u 8 kategorija.

### TV osoba godine
Prezenteri: Ana Uršula Najev i Momčilo Otašević
| Nominirani        | Televizijski kanal |
| ----------------- | ------------------ |
| Zrinka Grancarić  | HRT                |
| Damira Gregoret   | RTL                |
| Hrvoje Krešić     | Nova TV            |
| Joško Lokas       | HRT                |
| Mojmira Pastorčić | RTL                |

### Radijska osoba godine
Prezenteri: Nataša Janjić i Zvonimir Srna
| Nominirani          | Radio stanica            |
| ------------------- | ------------------------ |
| Jana Bubnić Arčanin | Radio Korzo              |
| Ivan Hlupić         | HRT – Radio Sljeme       |
| Ivona Kovačević     | Yammat FM                |
| Slavko Nedić        | Hrvatski katolički radio |
| Gordan Vasilj       | Radio Dalmacija          |

### Glumačko ostvarenje godine
Prezenteri: Lana Barić i Janko Popović Volarić
| Nominirani             | Film/TV serija         |
| ---------------------- | ---------------------- |
| Csilla Barath Bastaić  | Dnevnik velikog Perice |
| Judita Franković Brdar | Sveta obitelj          |
| Vedran Mlikota         | Kumovi                 |
| Jelena Perčin          | Sjene prošlosti        |
| Bernard Tomić          | Proslava               |

### Glazbenik godine
Prezenteri: Marko Tolja i Stela Rade
| Nominirani        |
| ----------------- |
| Baby Lasagna      |
| Prljavo kazalište |
| Jelena Rozga      |
| Severina          |
| Urban&4           |

### TV emisija godine
Prezenteri: Ante Treviso i Pino Pingvino
| Nominirani                   | TV emisija |
| ---------------------------- | ---------- |
| Dnevnik velikog Perice       | HRT        |
| Dulum zemlje                 | HRT        |
| Izborni specijal na Novoj TV | Nova TV    |
| Sretni gradovi               | HRT        |
| Stanje nacije                | RTL        |

### Radijska emisija godine
Prezenteri: Maja Šuput Filip Glavaš
| Nominirani         | Radio stanica  |
| ------------------ | -------------- |
| Andromeda          | Hrvatski radio |
| Beautiful day      | Bravo!         |
| Jutro na Otvorenom | Otvoreni radio |
| Povijest četvrtkom | Hrvatski radio |
| Subotom u jedan    | Radio Šibenik  |

### Novo lice godine
Prezenteri: Barbara Kolar i Dražen Klarić
| Nominirani          | Razlog |
| ------------------- | --- |
| Antun Aleksa (IDEM) | oduševio publiku i osvojio brojne nagrade za svoj album "poyy", u studenom je izdao album "Ciao". |
| Martin Kosovec      | oduševio je gledatelje svojim glasom i interpretacijama i odnio pobjedu u The Voice Hrvatska. |
| Ružica Maurus       | istaknula se radeći na predstavama a publiku je oduševila glumom u predstavi "Oluja" na Dubrovačkim ljetnim igrama.                                                                                                  |
| Josip Pekas Peki    | Drniški traper prošle je godine izdao svoj prvi album pod nazivom "Fortuna", a posebnu pažnju privukla je njegova suradnja s reperom Gršom na pjesmi "Mangio pasta", koja je čak dospjela na Billboardovu ljestvicu. |
| Lana Ujević Telenta | Tijekom jeseni glumica je osvojila publiku ulogom Nike u seriji Nove TV "U dobru i zlu", a dodatno je oduševila i nastupom u drugoj sezoni "Dnevnika velikog Perice".                                                |

### Digitalna ruža godine
Prezenteri: Nika i Domagoj
| Nominirani                        |
| --------------------------------- |
| Kristijan Iličić (Travel Blogger) |
| Poslovni FM                       |
| Sram                              |
| Tribina podkast                   |
| U trendingu                       |

## Vanjske poveznice
- Službena stranica na večernji.hr